# Rivolta dei cosacchi dell'Ural del 1772
La rivolta dei cosacchi dell'Ural del 1772 (in russo: Яицкое казачье восстание, detta anche rivolta dei cosacchi di Yaitsky o rivolta dei cosacchi del 1772) del 1772 fu la prima rivolta di una serie di ribellioni popolari che ebbero luogo nell'Impero russo durante il regno di Caterina II di Russia. Essa venne causata dalle punizioni e gli arresti effettuati dalla commissione d'inchiesta condotta dai generali Davydov e von Traubenberg per verificare la fedeltà dei cosacchi dell'esercito russo.
Da molto tempo, in realtà, i cosacchi dell'Ural godevano di una relativa autonomia a causa della loro lontananza dal governo centrale di Mosca, ma nel corso del XVIII secolo erano entrati più volte in conflitto col governo zarista per alcune decisioni prese dallo stato centrale che andavano ad influire sui loro costumi e sulle loro tradizioni. Le autorità di San Pietroburgo iniziarono quindi a limitare sempre più l'indipendenza delle truppe dei cosacchi, con la scusa di rendere le loro istituzioni sociali più moderne e democratiche. Tra il 1769 ed il 1771 diversi gruppi di cosacchi si rifiutarono di inviare al governo centrale delle truppe per il servizio ordinario nell'esercito imperiale russo e questo scatenò un'inchiesta governativa a loro sfavore. L'addossamento delle colpe ai cosacchi ed le relative punizioni inferte dal governo centrale non fecero altro che inasprire il clima che sfociò in aperta rivolta dal gennaio del 1772. Il 13 gennaio, il capo della commissione d'inchiesta, il generale von Traubenberg, ordinò di sparare a una folla di cosacchi nelle strade della città di Yaitsky (moderna Oral). Più di 100 persone vennero uccise: uomini, donne e bambini. In risposta, i cosacchi attaccarono l'esercito governativo, uccidendo von Traubenberg, molti dei suoi ufficiali e soldati.
Fu di fronte all'esigenza di fronteggiare l'esercito imperiale che i rivoltosi si divisero in due: un'ala più moderata chiedeva di trovare un compromesso col governo, mentre quella di mentalità più radicale sosteneva la necessità di riconoscere piena autonomia alle truppe cosacche. Il governo di Caterina II, sempre più convinto che fosse necessario il pugno di ferro per reprimere la rivolta e riportare la città di Yaitsky sotto il controllo zarista, inviò una spedizione militare a maggio del 1772 verso la città al comando del generale Freiman. I cosacchi vennero sconfitti in una battaglia presso il fiume Embulatovka il 3-4 giugno 1772. Con un'azione decisiva, Freiman riuscì ad occupare Yaitsky catturando molti rivoltosi, ma la maggior parte di questi riuscì a fuggire trovando rifugio verso i fiumi Ural e Volga. Per quasi un anno il presidio governativo nella città di Yaitsky indagò alla ricerca dei rivoltosi e quanti vennero trovati subirono condanne esemplari che altro non fecero che acuire ulteriormente le discrepanze evidenziate dalla rivolta, per quanto questa potesse dirsi ormai domata. L'animo dei cosacchi cercherà vendetta nella rivolta di Pugacëv che scoppierà l'anno successivo.

## Antefatto e motivazioni

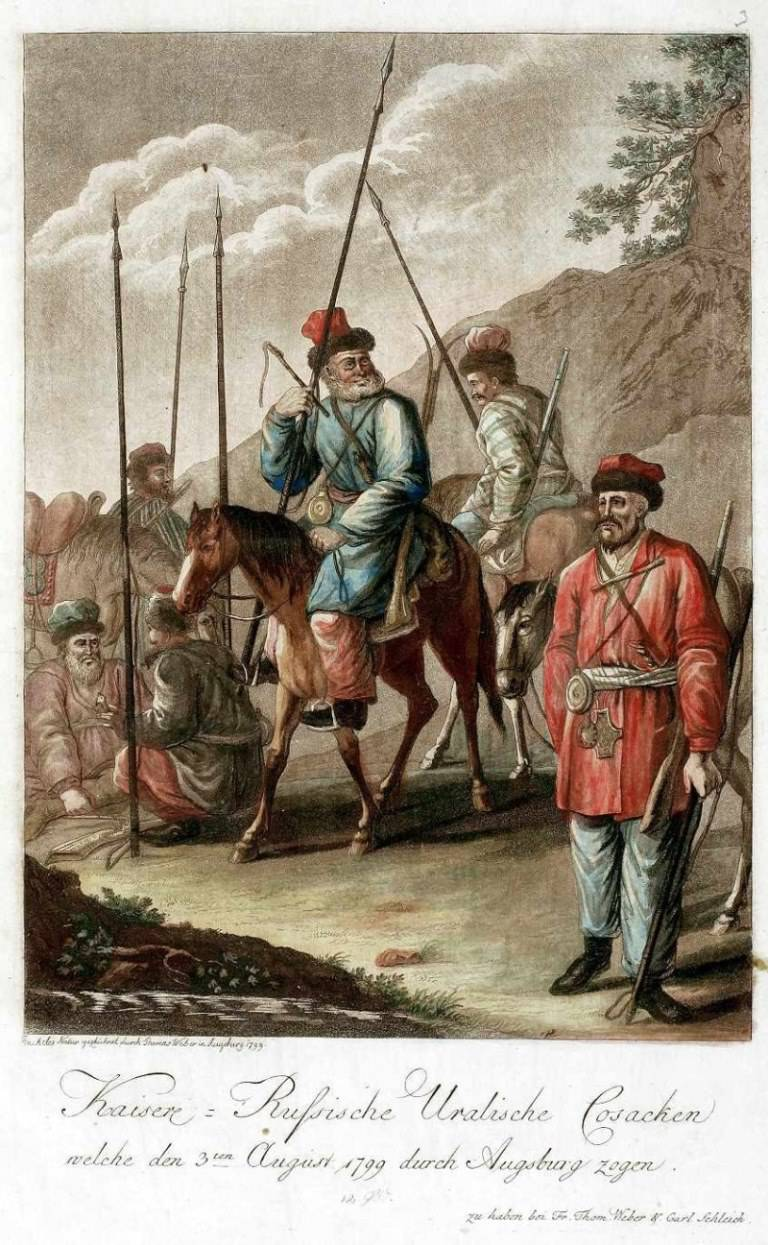
Gruppo di cosacchi con i loro costumi tipici in una stampa del XVIII secolo

L'insoddisfazione dei cosacchi dell'Ural verso la politica del governo centrale della Russia che minacciava di eliminare i loro antichi privilegi si accumulò per tutto il XVIII secolo. Nei decenni precedenti allo scoppio della rivolta, l'esercito dei cosacchi dell'Ural aveva mantenuto una sostanziale autonomia beneficiando innanzitutto della grande distanza che separava la capitale russa dai loro territori e dal fatto che essi rappresentavano uno stato cuscinetto tra i territori dei kazaki, dei nogas, dei kalmyki, dei baschiri e dei tatari. Lo stato russo nel Settecento iniziò sempre più ad interferire nella struttura interna della vita dei cosacchi, riducendo anche i loro secolari privilegi. Nella prima metà del secolo, i cosacchi dell'Ural iniziarono ad essere censiti dal governo per evitare che vi fossero delle defezioni dalla leva ordinaria dell'esercito russo, come pure venne introdotta la procedura regolare del pagamento degli stipendi ai soldati in servizio (non più costretti a coltivare la terra o, in alcuni casi, derubare carovane di passaggio per sostentarsi), ma venne per contro decretata la fine dell'elezione degli atamani, i capi battaglioni cosacchi.
Quando il governo impose poi ai cosacchi di svolgere servizio regolare come tutte le altre truppe, ovvero con la possibilità di essere trasferiti anche molto lontano dalle loro terre, questa venne sentita come un'autentica prevaricazione. Il governatore generale della fortezza di Orenburg, Vasily Tatishchev, propose una riforma dell'esercito cosacco dell'Ural sostituendo la "democrazia cosacca" con dei consigli di anziani che avrebbero avuto il compito di introdurre a loro modo i decreti imperiali affinché essi non agissero più in maniera autonoma, ma gradualmente si uniformassero al resto dell'esercito. Il progetto di Tatishchev, sebbene non completamente attuato, formulò la linea generale dell'impero per eliminare l'identità e l'autogoverno dei cosacchi. Coi loro comandanti nominati dal governo centrale e non più eletti internamente, spesso i cosacchi si rifiutavano di obbedire ai propri superiori, portando anche a problematiche di ordine interno. I capisquadra erano di fatti portavoce della politica del governo zarista, poiché dovevano garantire lo status delle cose secondo i nuovi regolamenti.
Tra il 1769 ed il 1770 la situazione peggiorò ulteriormente quando i cosacchi dell'Ural si rifiutarono di inviare truppe a rinforzare la legione di Mosca appena costituita anche per un fatto etico: il servizio nella legione imponeva requisiti inaccettabili ai cosacchi che aderivano alla disciplina dei vecchi credenti in quanto avrebbero dovuto indossare per la prima volta delle vere e proprie uniformi e, soprattutto, radersi la barba. Inoltre, il collegio militare russo si rifiutava di fornire ai cosacchi della polvere da sparo e palle di piombo sciolte, offrendo loro invece cariche già pronte in cartucce di carta che però non si adattavano alle pistole delle varie tipologie disponibili tra i cosacchi. Nel tentativo di smorzare i toni, il collegio militare permise infine che i cosacchi non si radessero la barba, ma questo non servì a placare gli animi già agitati tra i militari delle steppe. Al governatore della fortezza di Orenburg, Rainsdorp, venne chiesto nel 1770 di inviare una commissione investigativa nella città di Yaitsky guidata dal maggiore generale I. I. Davydov (che comprendeva anche i generali Potapov, Cherepov, Brakhfeld), che nel dicembre del 1771 venne sostituito dal generale von Traubenberg, il quale giunse presso la città con numerose truppe governative. 

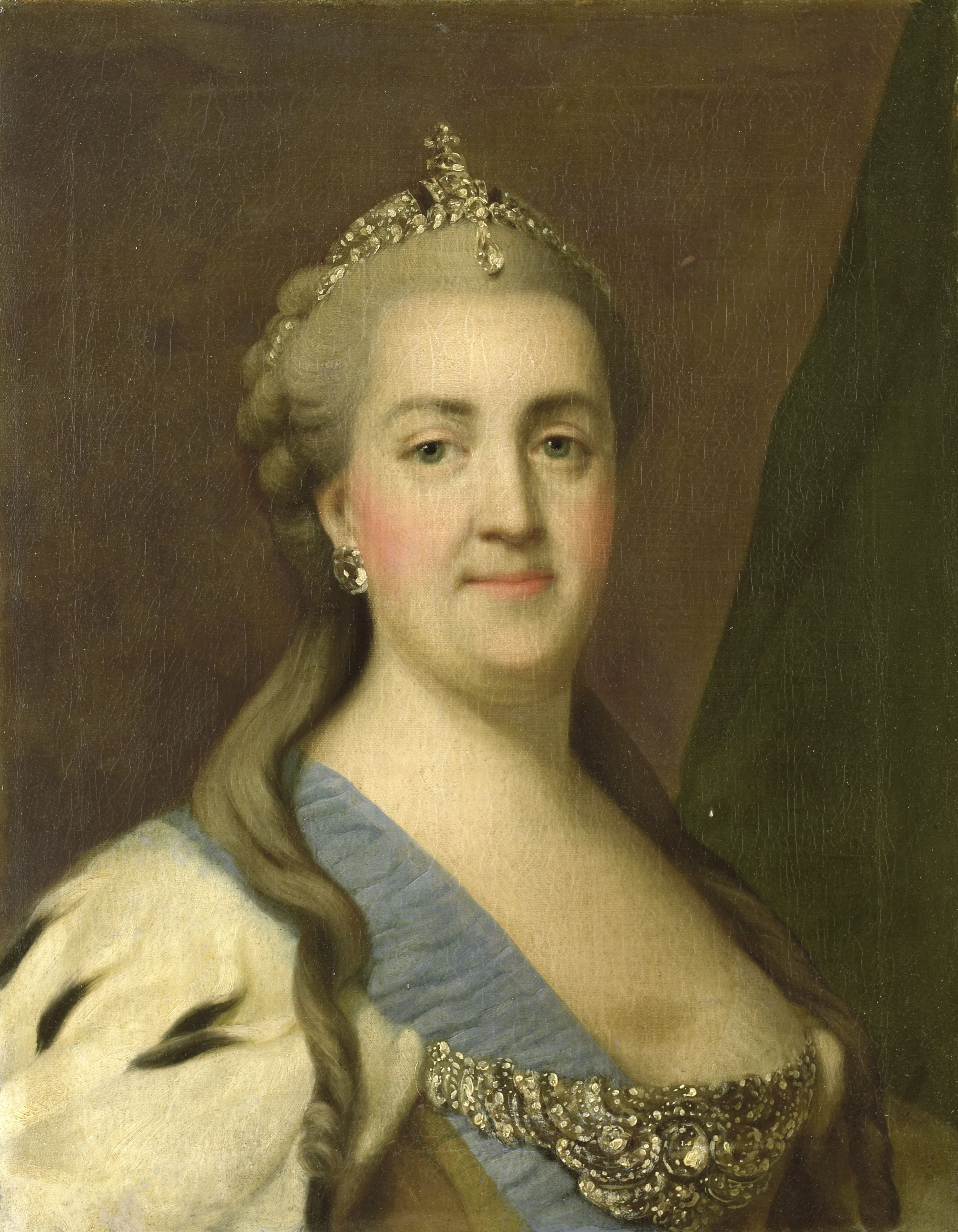
I cosacchi dell'Ural si appellarono anche alla zarina Caterina II perché i loro diritti tradizionali fossero rispettati, ma il governo di Mosca non fece eccezioni e li costrinse ad uniformarsi ai dettami voluti dal governo di Mosca

Anche con l'arrivo del nuovo governatore generale, i cosacchi si rifiutarono di cedere alle richieste del governo centrale, il quale si vide costretto a condannare più di 2000 cosacchi contemporaneamente, di cui 43 con l'accusa diretta di oltraggio ai superiori per cui era prevista la pena di morte. Il verdetto scioccò i cosacchi e 20 dei 43 accusati principali decise di darsi alla macchia prima di venire catturati, mentre gli altri si portarono a San Pietroburgo con una delegazione guidata da un loro rappresentante, Ivan Kirpichnikov. Quest'ultimo consegnò al governo una petizione nella quale erano elencate le lamentele ed i soprusi sofferti dal suo popolo negli ultimi anni. Il 28 giugno 1771 tale petizione venne presentata dai cosacchi alla zarina Caterina II. La zarina evitò di rispondere direttamente alle richieste e prese tempo; i cosacchi interpellarono il conte Grigorij Grigor'evič Orlov, fidato consigliere della zarina, come pure il presidente del collegio militare, il conte Z. Chernyshev. Quest'ultimo rispose malissimo alle richieste dei soldati cosacchi, infuriandosi e colpendo quasi a morte Kirpichnikov e scacciando il resto dei cosacchi venuti con lui, ordinando che fossero frustati. Solo all'inizio del dicembre 1771, Caterina II, si decise a rispondere per iscritto alle richieste dei cosacchi tramite il principe A. Vyazemskyha, ribadendo però che il documento sottopostole era pieno di falsità e verità distorte e che avrebbe concesso per sua bontà di non tener conto delle loro azioni se i 43 accusati avessero da subito aderito alla legione di Mosca ed avessero accettato di radersi.
Scoprendo che la loro denuncia era di fatti stata ignorata, i cosacchi si affrettarono a lasciare il collegio militare fuggendo verso i loro territori e la città di Yaitsky dove giunsero all'inizio di gennaio 1772, dando inizio alla rivolta in opposizione al governo.

## L'inizio della ribellione

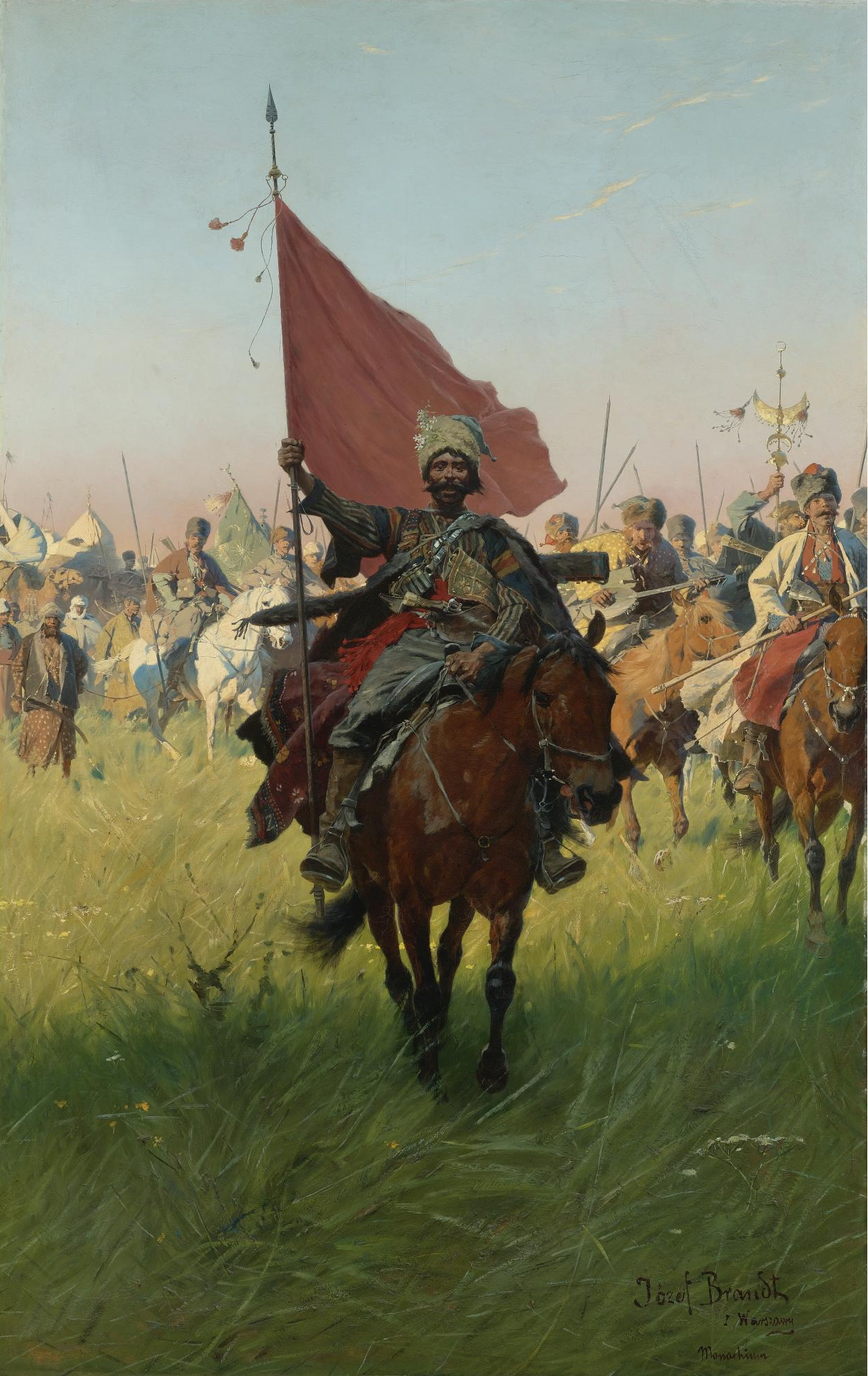
I cosacchi iniziarono ad organizzarsi con un vero e proprio esercito parallelo a quello zarista a partire dalla primavera del 1772

Di fronte alla conferma del verdetto ed all'atteggiamento tenuto dai cosacchi, il generale von Traubenberg proseguì nella propria inchiesta ed ordinò l'immediato ripristino dell'ordine nella città di Yaitsky. Come misura precauzionale, fece arrestare sette tra i più accaniti capi cosacchi con l'intento di trasferirli ad Orenburg per farli frustare perché fossero d'esempio per gli altri rivoltosi, ma questi a 40 miglia dalla città vennero liberati da quasi 200 dei loro compagni e riportati nella città di Yaitsky. Quando von Traubenberg seppe di questo atto si accanì ulteriormente contro i cosacchi dell'Ural.
La mattina del 9 gennaio, i delegati fuggiti da San Pietroburgo e guidati da Kirpichnikov, tornarono nella città di Yaitsky. Come riferì in seguito uno degli ufficiali di von Traubenberg: "Non appena il centurione Kirpichnikov e i suoi compagni in fuga da San Pietroburgo giunsero presso la città, vennero accolti da più di cinquecento cosacchi". Questi ultimi pensavano che da San Pietroburgo fossero giunte ottime notizie, ma le loro speranze vennero subito vanificate. Von Traubenberg inviò quindi dei messaggeri con la richiesta per Kirpichnikov di comparire davanti alla cancelleria militare. Kirpichnikov, ma quest'ultimo, forte del sostegno dei suoi compagni d'arme, rifiutò l'invito con aria di sfida. Secondo Kirpichnikov la zarina era stata mal consigliata ed era certo che i cosacchi avrebbero saputo far cambiare idea al governo centrale sulla loro condizione.
Il 12 gennaio, venne convocata un'adunanza dei capi dell'esercito cosacco presso l'abitazione di Tolkachev, un anziano capo cosacco. Sotniki Ivan Kirpichnikov e Athanasius Perfiliev suggerirono di appellarsi ancora una volta a von Traubenberg con una missione pacifica capeggiata da pope, icone sacre e famiglie con donne e bambini per convincere il generale che non era desiderio dei cosacchi sfidare lo stato, ma solo conservare le proprie tradizioni garantite loro da tutti i precedenti zar. La maggioranza si risolse a risolvere la questione presentando una petizione a von Traubenberg, ma una parte dei cosacchi (quella più radicale) era contraria e chiedeva di risolvere la questione con la forza. La mattina del 13 gennaio, tra i 3000 ed i 5000 cosacchi con le loro famiglie si radunarono e si portarono alla chiesa dei Santi Pietro e Paolo ove si tenne una messa comunitaria. Quindi, con icone alla mano e intonando canti e preghiere, la processione si spostò lentamente lungo la strada principale della città a sud, raggiungendo la cattedrale di San Michele Arcangelo e la cancelleria militare. I cosacchi mandarono avanti due loro rappresentanti, il cosacco Shigaev ed il sacerdote Vasilyev, i quali portarono la richiesta a von Traubenberg. Il capitano zarista Durnovo, dialogando coi cosacchi, disse che le sue truppe avrebbero presto lasciato la città, ma allo stesso tempo non volle confermarlo pubblicamente a tutti i cosacchi presenti. Alla fine von Trauenberg intimò a tutti i cosacchi di tornare alle loro abitazioni e di uniformarsi alle disposizioni governative.
Di fronte al rifiuto dei cosacchi, von Traubenberg ordinò a Durnovo di aprire il fuoco sulla folla coi fucili a distanza ravvicinata. Immediatamente più di 100 persone morirono, tra cui molti uomini, donne, bambini. Molti di più furono i feriti. Parte della processione iniziò a sparpagliarsi e nascondersi nelle case ai lati della strada, altri si precipitarono nelle loro case prendendo le armi, altri ancora disarmati rimasero al loro posto. I cosacchi si diedero quindi ad attaccare l'artiglieria locale, mentre il generale von Traubenberg dovette trovare rifugio nella cittadella locale ma venne catturato e ucciso dai cosacchi che, colpitolo con delle sciabole, lo gettarono infine sopra un mucchio di immondizia. Il capitano Durnovo, il tenente Skipin, il caposquadra Suetin e 25 dragoni vennero feriti e catturati dai rivoltosi. I rimanenti dragoni furono fatti prigionieri incolumi. Dei 200 cosacchi insorti, 40 furono i morti e 20 i feriti.

## La formazione dell'esercito ribelle

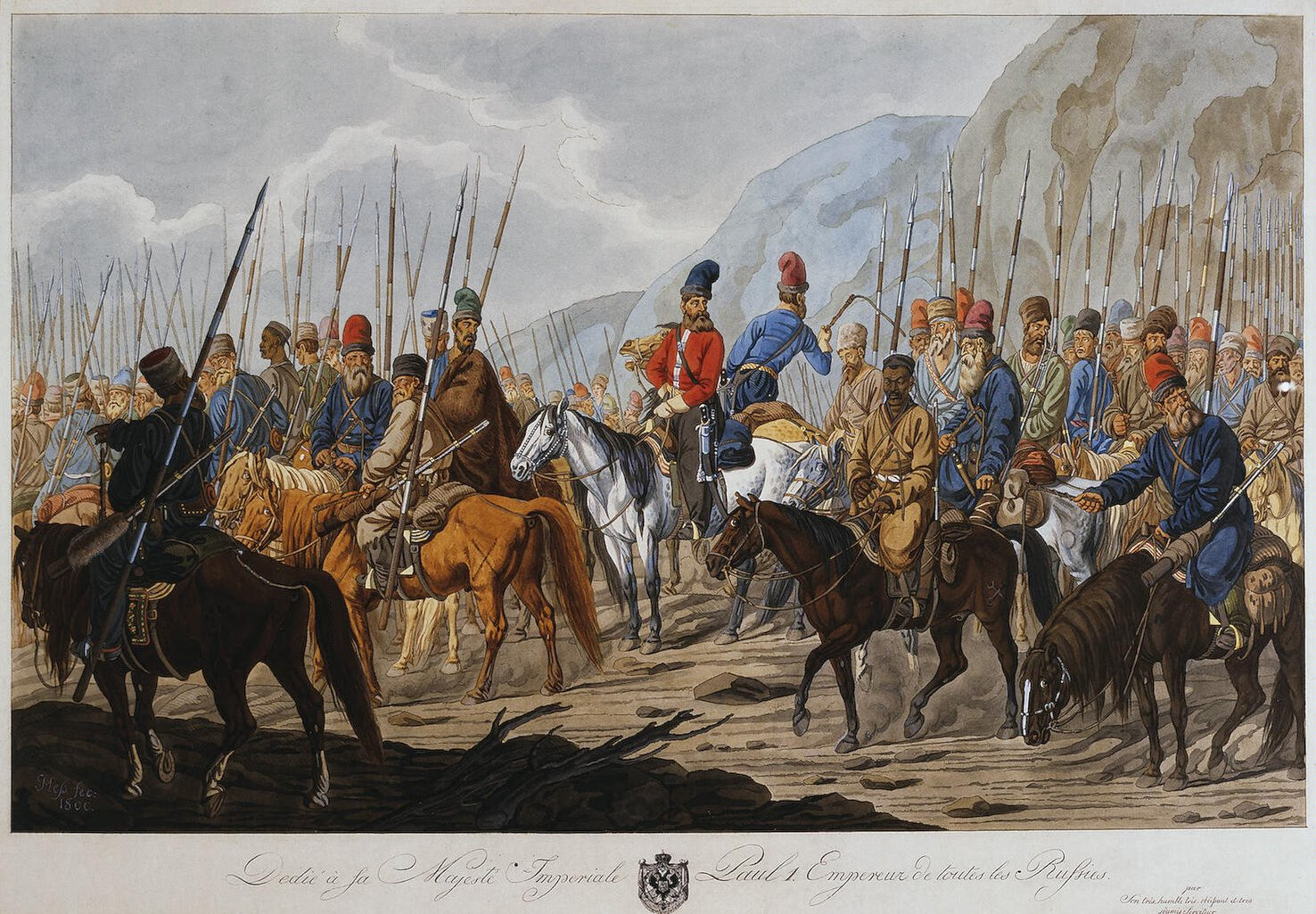
Cosacchi dell'Ural in marcia durante la rivolta del 1772 in una stampa del XVIII secolo

Tutti gli ufficiali e i soldati sopravvissuti furono disarmati, molti furono picchiati e con essi anche i cosacchi più moderati. La sera del 13 gennaio i cosacchi si riunirono in città al suono della campana maggiore della chiesa e venne ufficialmente costituito un nuovo esercito ribelle, parallelo e contrario a quello zarista del governo centrale, con lo scopo di fronteggiare il nemico per far valere i propri diritti con la lotta armata. Venne deciso di non scegliere un unico capo militare, ma venne invece eletto un collegio formato da tre componenti: Vasily Trifonov, Terenty Sengilevtsev e Andrey Labzenev. Ancora una volta i cosacchi decisero di scrivere delle petizioni a Caterina II, al granduca Pavel Petrovich, al governatore generale di Orenburg, il generale Reinsdorp ed all'arcivescovo di Kazan', nella quale spiegavano gli abusi patiti, chiedendo la restituzione dell'elettività degli atamani, la possibilità di mantenere la barba e di non recarsi a Mosca o in territori remoti dell'impero a prestare il proprio servizio militare.
Come segno di buona volontà, i cosacchi decisero di curare e liberare il capitano Durnovo e gli altri ufficiali catturati presso Orenburg, inviando anche pesce e caviale al governatore della fortezza locale, contando sulla riconciliazione. Il 15 gennaio i tre commissari del nuovo esercito cosacco redassero un nuovo giuramento alla zarina che comprendeva le loro modifiche, impegnandosi personalmente nel caso in cui fosse stato accettato a ripristinare la pace e l'unità nell'esercito russo.
L'11 febbraio, a San Pietroburgo, il Consiglio di Stato ascoltò il rapporto del governatore generale di Orenburg, Reinsdorp, sugli eventi accaduti nella città di Yaitsky. Rainsdorp, favorevole alla repressione armata, propose comunque di non rispondere immediatamente, ma di aspettare la primavera, il momento in cui la maggior parte dei cosacchi lasciava la città per le inondazioni primaverili che favorivano la cattura dello storione stellato per il prezioso caviale che poi commerciavano; durante quel periodo sarebbe stato possibile occupare la città con truppe governative, riportando così i cosacchi all'obbedienza e placando gli animi dell'esercito. Il 16 febbraio, una delegazione di cosacchi è arrivata a San Pietroburgo guidata dal futuro associato di Pugachev, Maxim Shigaev. Immediatamente dopo il loro arrivo, l'intera delegazione fu arrestata e collocata nella Fortezza dei Santi Pietro e Paolo. Lo stesso giorno, il Consiglio di Stato decise di inviare una spedizione punitiva verso la città di Yaitsky sotto il comando del maggiore generale F. Y. Freiman.
Il governo e l'imperatrice Caterina II erano intenzionati a liquidare velocemente la rivolta dell'esercito dei cosacchi degli Urali, per evitare che essa potesse ottenere troppa pubblicità, internamente ed esternamente allo stato russo. In questo clima di disordini e di incertezze, iniziò inoltre a circolare la voce che lo zar Pietro III fosse ancora vivo e che si trovasse in uno dei villaggi sul fiume Volga e che non era morto come sua moglie voleva far credere. I cosacchi ribelli del Volga, animati ancor più da questa notizia e dal giuramento di fedeltà che li legava allo zar, tentarono di catturare la capitale della regione, Dubovka, ma vennero sconfitti.
Se da un lato i cosacchi si preparavano ad altri scontri con l'esercito imperiale, dall'altra molti ancora tentavano di negoziare con le autorità. Iniziarono gli scontri interni quando, tra i vari commissari, venne eletto anche il cosacco settantenne Neulybin, il quale era noto per la sua ostinazione alla lotta armata e che, già negli anni precedenti alla rivolta, era stato arrestato più volte ed infine esiliato. Quando le sue azioni si fecero troppo radicali, i suoi due colleghi commissari iniziarono a cercare il modo per destituirlo; vi riuscirono infine, ma una parte dei cosacchi decise di seguirlo e di seguire la sua linea d'azione.

## La battaglia dell'Embulatovka

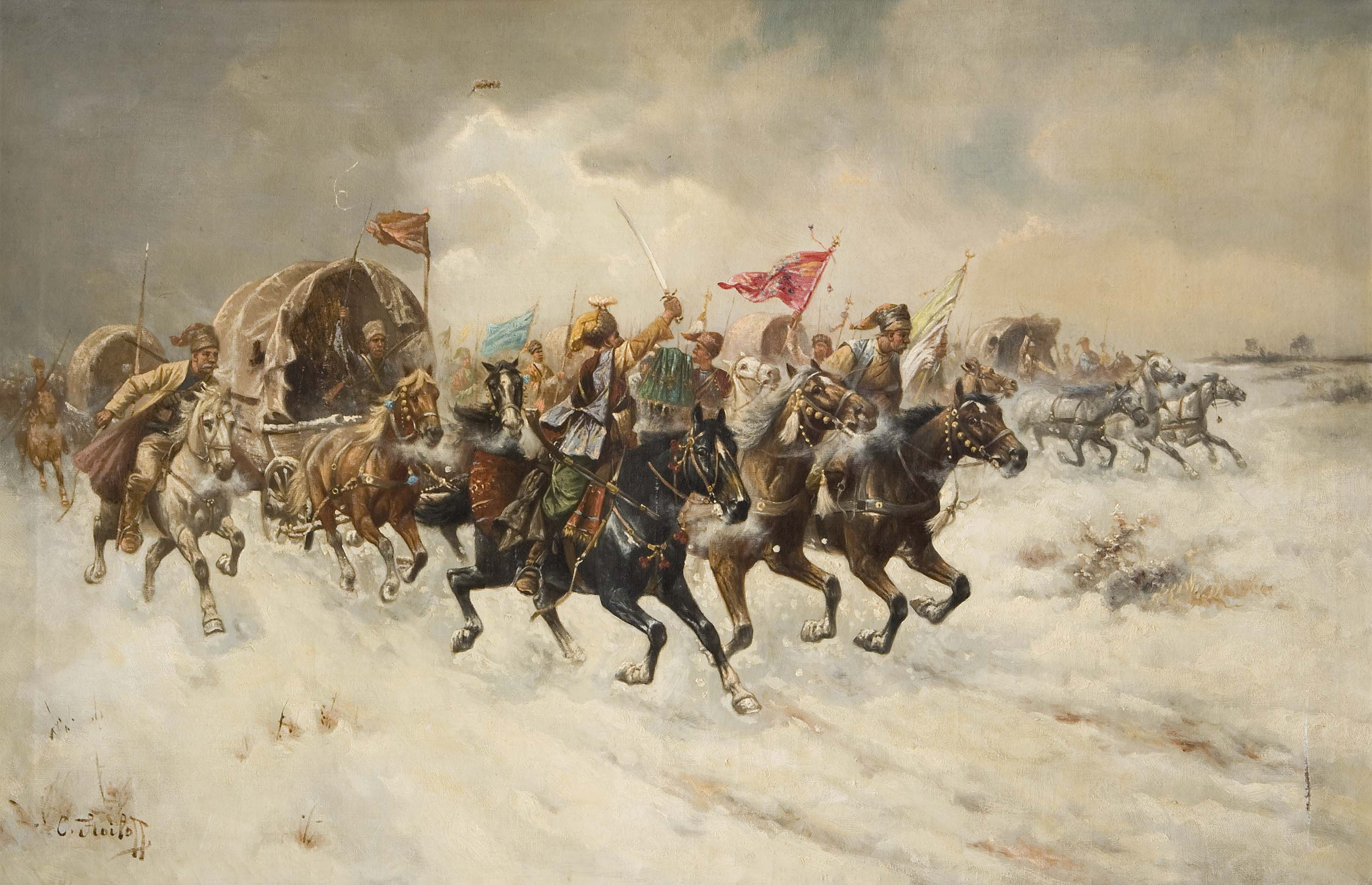
Gruppo di cosacchi alla carica nella steppa innevata

Il 15 maggio 1772, il corpo d'armata zarista ad Orenburg, sotto il comando del maggiore generale Freiman, avanzò verso la città di Yaitsky, composto da 2519 tra dragoni e cacciatori, 1112 cosacchi di Orenburg e altri, oltre a circa 20 cannoni. Il 16 maggio, i cosacchi dell'avamposto di Genvartsev informarono i commissari della città di Yaitsky che il corpo d'armata di Freiman era stato avvistato sulla strada per la città di Iletsky. I cosacchi di Iletsk, a loro volta, riferirono a Yaitsky che Freiman aveva chiesto loro di preparare 275 cavalli con carri per il suo arrivo, minacciando quindi ulteriori rappresaglie contro i cosacchi dell'Ural. Iniziò quindi la raccolta di armi, polvere da sparo e munizioni, anche se questa procedette molto lentamente.
Alla vigilia della partenza del corpo d'armata di Freiman, il governatore Rainsdorp aveva scritto anche al capo dei kazaki, Nurali Khan, invitandolo ad unirsi alla campagna militare delle truppe governative, ma questi preferì dire di non essere preparato adeguatamente ad una simile campagna militare. Il 27 maggio, il corpo di Freiman attraversò il fiume Irtek in prossimità delle terre dell'esercito ribelle. I cosacchi dell'Ural, la maggior parte dei quali si trovava come previsto nelle aree alluvionate per la pesca dello storione, vennero urgentemente richiamati presso la città di Yaitsky. Per diversi giorni si protrasse una riunione militare tra i capi cosacchi che discutevano se incontrare rispettosamente Freiman o fronteggiarlo combattendo. Ancora una volta, i più radicali propendettero per la guerra e, dopo aver sconfitto Freiman, portarsi verso Orenburg. Freiman scrisse a Caterina II: "I vecchi cosacchi dell'Ural sono testardi, orgogliosi, brutalmente malvagi, come dimostra questa loro intenzione di voler attraversare il Volga e giungere sino nel cuore della Russia." Alla fine della riunione, ad ogni modo, prevalsero ancora una volta i moderati e quindi venne deciso di incontrare Freiman all'avamposto di Genvartseval, nel territorio di confine, persuadendo le truppe governative a non avanzare ulteriormente. Sul posto vennero inviati 2400 cosacchi per mostrare, nel contempo, la forza di cui essi disponevano all'esercito zarista. Nella città di Yaitsky rimasero solo 200 militari con 12 cannoni ed appena 15 libbre di polvere da sparo, chiaramente insufficienti a sostenere uno scontro armato contro le truppe regolari. Per contro, l'ala oltranzista favorevole agli scontri, pensava di attaccare il convoglio di Freiman cogliendo i suoi soldati di sorpresa.
Il 1 giugno, i cosacchi dell'Ural inviarono da Freiman come negoziatore il centurione A. Perfilyev (altro futuro compagno d'arme di Pugachev), accompagnato da altri due cosacchi. Perfiliev, quando incontrò Freiman, disse che i cosacchi dell'esercito dell'Ural "sono in grande sintonia con le truppe del generale" e chiese pertanto "perché e per quale ordine essi si stessero portando verso la città di Yaitsky" non mancando comunque di precisare che con lui c'erano "fino a 3000 persone con fucili, lance, frecce e sciabole". Freiman non cedette al piano architettato dai cosacchi e decise di rispondere al portavoce dicendo che era intenzione del governo rafforzare la guarnigione di Yaitsky e che quindi egli lo incaricava di predisporre il suo arrivo in città coi suoi uomini.
Freiman, invece, attaccò i cosacchi all'alba del 3 giugno e riuscì a coglierli di sorpresa. I cosacchi iniziarono con l'attaccare il fianco sinistro delle truppe zariste, adottando la tattica di incendiare l'erba secca dei campi per nascondere i loro movimenti col fumo così prodotto. Tuttavia, l'uso dell'artiglieria da parte di Freiman, impedì ai cosacchi di compiere le loro tradizionali cavalcate in sicurezza contro il nemico, mentre i suoi soldati falciavano l'erba circostante per impedire il diffondersi del fuoco e del fumo. I cosacchi si raggrupparono e attaccarono di nuovo le truppe governative, questa volta dal fianco destro, cercando di spingere i soldati verso la riva del fiume Embulatovka ed accerchiarli in seguito. Freiman lanciò un contrattacco, ma alla fine della prima giornata di battaglia nessuna delle due parti poteva dirsi soddisfatta dei risultati conseguiti. Nonostante ciò, i capi dei cosacchi dell'Ural inviarono dei messaggeri nella città di Yaitsk a portare la notizia dell'arrivo del corpo d'armata di Freiman e che esso non era autorizzato ad entrare in città e perciò doveva essere fronteggiato ad ogni costo.
Nel frattempo, all'alba del 4 giugno, Freiman decise di riprendere gli scontri posizionando segretamente 4 cannoni dietro delle barricate preparate appositamente, accompagnati da 400 granatieri, racchiudendo tali posizioni con trincee. I cosacchi attaccarono le posizioni dei militari governativi, ma senza il successo sperato e vennero anzi costretti a ritirarsi verso il Volga, cadendo sotto il fuoco della batteria posta in imboscata. Nel frattempo, l'intero corpo di Freiman andò all'attacco delle posizioni nemiche. I cosacchi si affrettarono a trasportare le loro armi sulla riva destra dell'Embulatovka. Freiman colse l'occasione per conquistare tutte le altezze dominanti dell'area dove porre le proprie batterie d'artiglieria. Raggruppandosi, i cosacchi dell'Ural tornarono sulla riva sinistra del fiume, mentre i cannoni e la fanteria dalla riva destra cercavano di sostenerli col fuoco. Quando i cosacchi decisero di ripiegare sulla città di Yaitsky, Freiman non riuscì a inseguirli immediatamente.

## La sconfitta della ribellione

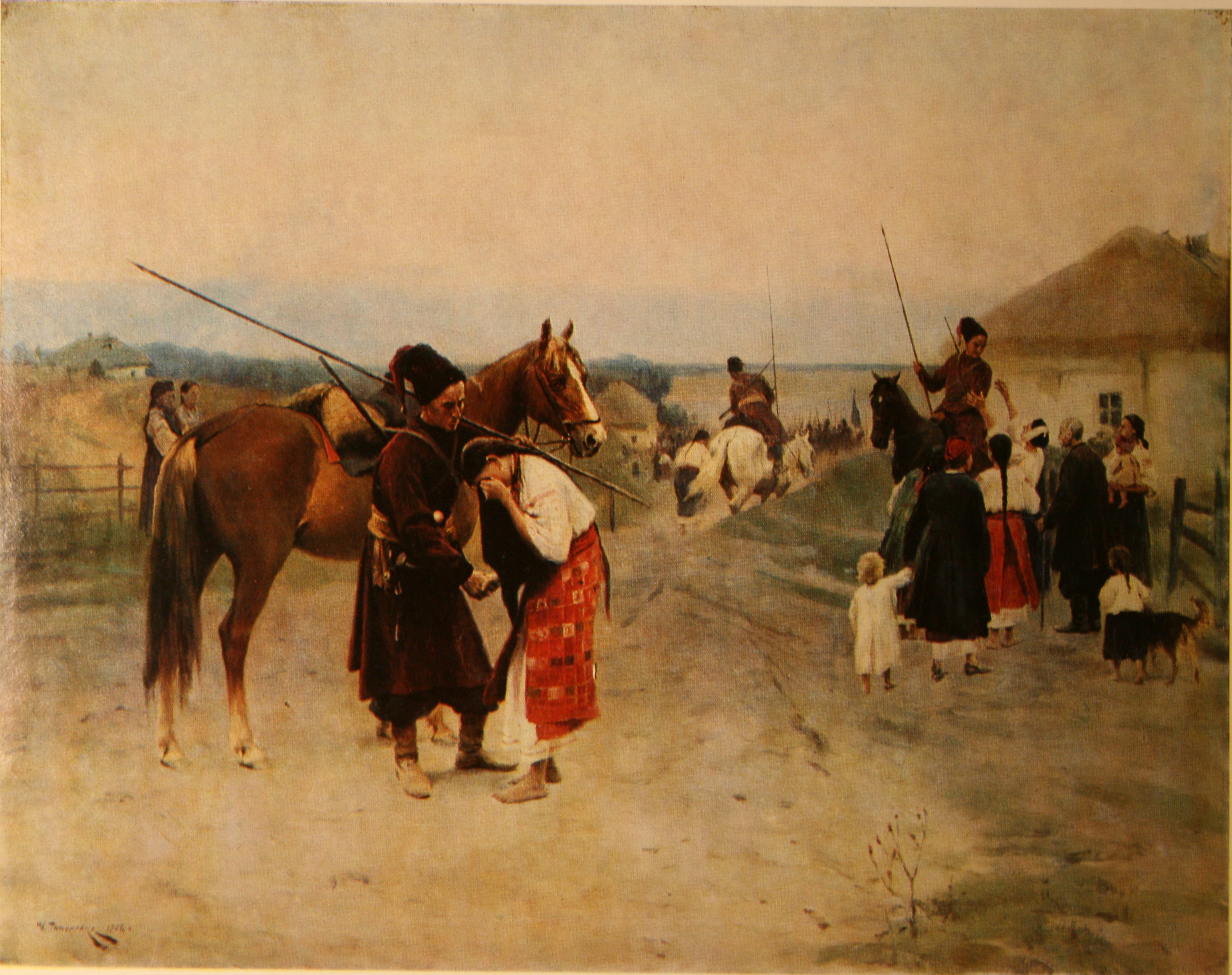
Tra le pene più severe per i cosacchi sconfitti, oltre alle condanne a morte, venne stabilito che tutti i figli dei partecipanti all'insurrezione sopra i 15 anni fossero forzosamente arruolati nell'esercito imperiale russo

Dopo la loro sconfitta sul campo di battaglia, i cosacchi invitarono tutti i residenti di Yaitsky ad abbandonare la città ed a spostarsi con loro a sud, al confine dell'Impero persiano. Circa 30 000 persone con almeno 10 000 carri, bovini e cavalli si misero in viaggio. La notte del 6 giugno, le truppe zariste entrarono nella città di Yaitsky ed impedirono ciò che restava della fuga della popolazione e nel contempo fece sapere a quanti se n'erano andati che tutti coloro che sarebbero tornati sarebbero stati perseguitati e giustiziati dalle forze governative come traditori. Dopo alcuni negoziati, gradualmente, la maggioranza degli abitanti della città di Yaitsky poté tornare alle proprie abitazioni.
Le truppe accampate in città vennero accampate nelle vicinanze, ma venne lasciata in loco una guardia permanente e una batteria d'artiglieria. Altre batterie vennero situate sui bastioni della città, con il compito di aprire il fuoco anche sui cittadini se necessario. Le strade erano pattugliate da dragoni e cavalieri. Venne proibito ogni assembramento pubblico ed il comando generale della cittadella venne affidato al tenente colonnello I. D. Simonov. Coloro che avevano subito danni e molestie dai cosacchi si vendicarono saccheggiando le abitazioni di questi ultimi col pretesto di riprendersi ciò che era loro. La punizione più severa che comunque fu riservata a tutti i cosacchi dell'Ural fu il divieto assoluto di pesca in tutti i fiumi ed i mari della Russia, fatto che ridusse i cosacchi praticamente sul lastrico.
Nel frattempo, circa 300-400 cosacchi, credendo giustamente che il ritorno nella città di Yayitsky per loro potesse comportare l'esecuzione, decisero di lasciare la loro terra natia e si portarono sulle sponde del Volga. Alla ricerca di questi fuggitivi, venne inviato un distaccamento di 900 soldati zaristi. Freiman informò di questi fuggitivi anche il governatore di Astrakan, Beketov. A seguito di queste azioni congiunte, molti degli istigatori della rivolta, tra cui Trifonov e Kirpichnikov, vennero catturati e portati nella città di Yaitsky. Oltre la metà ad ogni modo riuscì a far perdere le proprie tracce. Nel frattempo, attorno alla città di Yaitsky si ammassarono numerosi soldati kazaki, armati di tutto punto, ma lo scontro venne evitato per mediazione di Freiman in persona. Non è dato a sapere se questa sia stata una tardiva risposta alla richiesta d'aiuto fatta loro pervenire dai ribelli o sei kazaki avessero voluto cogliere l'occasione dei tumulti nell'area per compiere delle razzie.
Dopo un primo censimento dei cosacchi, Freiman annunciò l'imminente riforma dell'esercito che questa volta avrebbe obbligato senza alcun ripensamento tutti i cosacchi ad adattarsi alle normative governative pena la morte, ma non ebbe modo di completare le operazioni per le quali era stato preposto; il 2 agosto ricevette l'ordine dal governatore Rainsdorp di tornare a Orenburg. Nella città di Yaitsky vennero lasciate due squadre al comando del tenente colonnello Simonov, al cui aiuto venne distaccato il colonnello barone von Bilov.
Simonov continuò le operazioni predisposte dal suo predecessore e suddivise i cosacchi in 10 reggimenti da 533 uomini ciascuno. Il presidio governativo, che durante l'estate era rimasto esterno al bastione cittadino, in autunno venne fatto rientrare nelle case cittadine. L'umore ribelle tra i cosacchi si placò temporaneamente, perché, avendo perso la loro possibilità di partecipare alla pesca primaverile ed autunnale, si trovavano in condizioni di difficoltà. A novembre Simonov venne a sapere che in città era giunta voce che lo zar Pietro III era in città ed aveva parlato personalmente con alcuni cosacchi. Alcuni non credevano a queste dicerie, ma quei cosacchi che non si erano rassegnati ad ammettere la sconfitta ritrovarono in questa notizia una speranza di riscatto.

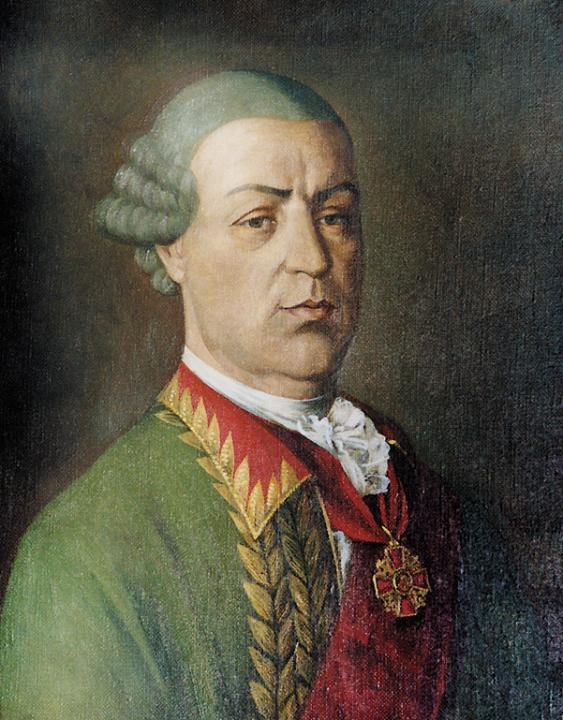
Ivan Andreevič Rejnsdorp, governatore di Orenburg, fu tra coloro che chiesero pene più clementi nei confronti dei cosacchi rivoltosi

Nella primavera del 1773, la commissione governativa completò le indagini sulla rivolta dei cosacchi e presentò un documento nel quale venivano condannati a morte per tradimento tutti e 11 i capi cosacchi eletti come procuratori dell'esercito ribelle durante il periodo di rivolta. Altre 40 persone, perlopiù ufficiali, vennero impiccati ed a tre di loro venne poi tagliata anche la testa. 13 furono i cosacchi frustati pubblicamente. Ma la commissione non si fermò qui ed impose che tutti i figli dei condannati, a partire dai 15 anni di età (316 in tutto), dovessero arruolarsi obbligatoriamente nell'esercito governativo. Fu il governatore Rainsdorp che, vedendo queste durezze, chiese di utilizzare fermezza ma anche misericordia. Per sua mediazione, 16 cosacchi solamente vennero condannati a morte mentre gli altri vennero frustati pubblicamente e poi condannati all'esilio in Siberia. Tutti coloro che in qualche modo avevano concorso alla rivolta, inoltre, avrebbero dovuto pagare a loro spese l'erezione di un monumento alla memoria del generale Traubenberg, ucciso dai rivoltosi.
Il verdetto della commissione d'inchiesta con le modifiche approvate dal governatore venne inviato a San Pietroburgo per l'assenso regio. La zarina Caterina II, ad ogni modo, chiese al collegio militare di rivedere significativamente le proprie posizioni e per questo i condannati a morte alla fine furono solo 16, mentre agli altri toccò l'esilio perpetuo, ma alcuni vennero marchiati a fuoco oppure gli vennero strappati i nasi perché portassero per sempre l'onta del loro tradimento. 6 furono i graziati. Le sentenze vennero eseguire il 10 luglio 1773 nella città di Yaitsky dove era scoppiata la rivolta, mentre i prigionieri erano stati detenuti nella fortezza di Orenburg. La crudeltà delle punizioni ed il fatto che nemmeno la zarina avesse fatto molto per placare pacificamente i malumori, creò molta sensazione nelle file dei cosacchi che non a caso, quando scoppiò la rivolta di Pugačëv l'anno successivo, si unirono in massa per combattere ancora una volta contro lo stato centrale russo.